# Le Marigot
Le Marigot là một commune thuộc tỉnh hải ngoại Martinique nước Pháp.